# Satakunta du Nord
La sous-région de Satakunta du Nord (finnois : Pohjois-Satakunnan seutukunta) est une sous-région de Satakunta en Finlande. 
Au niveau 1 (LAU 1 ) des unités administratives locales définies par l'union européenne elle porte le numéro 044.

## Municipalités
La sous-région de Satakunta du Nord regroupe les municipalités suivantes :
| Blason              | Municipalité             |
| ------------------- | ------------------------ |
| Honkajoen vaakuna   | Honkajoki (municipalité) |
| Liedon vaakuna      | Jämijärvi (municipalité) |
| Kankaanpään vaakuna | Kankaanpää (ville)       |
| Karvian vaakuna     | Karvia (municipalité)    |
| Siikaisten vaakuna  | Siikainen (municipalité) |

## Population
Depuis 1980, l'évolution démographique de la sous-région de Satakunta du Nord, au périmètre du 1er janvier 2017, est la suivante:
| Année      | 1980   | 1985   | 1990   | 1995   | 2000   | 2005   | 2010   | 2015   |
| ---------- | ------ | ------ | ------ | ------ | ------ | ------ | ------ | ------ |
| population | 24 866 | 24 581 | 24 039 | 23 645 | 22 451 | 21 437 | 20 351 | 19 512 |

## Politique
Les résultats de l'élection présidentielle finlandaise de 2018:
- Sauli Niinistö   60.3%
- Laura Huhtasaari   12.5%
- Paavo Väyrynen   9.2%
- Matti Vanhanen   7.4%
- Pekka Haavisto   4.2%
- Merja Kyllönen   3.1%
- Tuula Haatainen   3.1%
- Nils Torvalds   0.2%